# Karadagodu, Mudigere
Karadagodu là một làng thuộc tehsil Mudigere, huyện Chikmagalur, bang Karnataka, Ấn Độ.